# Göyük (Ağcabədi)
Göyük è un comune dell'Azerbaigian situato nel distretto di Ağcabədi. Conta una popolazione di 737 abitanti.